# Somberkevers
De Somberkevers (Zopheridae) vormen een familie van kevers (Coleoptera) in de onderorde van de Polyphaga.

## Onderfamilies
- Colydiinae
- Zopherinae

## Geslachten
Deze lijst is mogelijk niet compleet.
- Ablabus
- Acolobicus
- Acolophoides
- Acolophus
- Acostonotus
- Acropis
- Afrorthocerus
- Allobitoma
- Alluauditoma
- Anarmostes
- Anisopaulax
- Anosyana
- Antilissus
- Aplanetes
- Aprostoma
- Ascomma
- Aspinatimonomma
- Asprotera
- Asynchita
- Atyscus
- Aulonium
- Bitoma
- Bolcocius
- Bulasconotus
- Bupala
- Caanthus
- Cacotarphius
- Caprodes
- Catolaemus
- Cebia
- Cerchanotus
- Chorasus
- Cicablabus
- Cicones
- Ciconissus
- Cleteomonomma
- Cleteus
- Colobicones
- Colobicus
- Colydium
- Colydodes
- Corticus
- Cotulades
- Coxelus
- Curtemonomma
- Dechomus
- Denophloeus
- Denophoelus
- Diodesma
- Diplagia
- Diplotoma
- Ditomoidea
- Docalis
- Dryptops
- Emilka
- Enarsus
- Endeitoma
- Endestes
- Endocoxelus
- Endophloeus
- Enhypnon
- Epistranodes
- Epistranus
- Ethelema
- Eucicones
- Eulachus
- Exeniotis
- Faecula
- Fenerivia
- Franzorphius
- Gathocles
- Gempylodes
- Glenentela
- Glyphocryptus
- Helioctamenus
- Heterargus
- Holopleuridia
- Hyberis
- Hybonotus
- Hyporhagus
- Hystricones
- Inscutomonomma
- Insulcicleteus
- Isotarphius
- Kanantsia
- Kraatziana
- Labrotrichus
- Langelandia
- Lascobitoma
- Lasconotus
- Lascotonus
- Lascotrichus
- Lastrema
- Lemmis
- Lepidosynchis
- Linophloeus
- Lobogestoria
- Lobomesa
- Lyreus
- Madacones
- Madadesia
- Madenphloeus
- Mamakius
- Mecedanum
- Megataphrus
- Meralius
- Micromonomma
- Microprius
- Microsicus
- Mnionychus
- Monoedus
- Monomma
- Munaria
- Namunaria
- Nematidium
- Neotrichus
- Niphopelta
- Norix
- Nosoderma
- Nosodomodes
- Notocerastes
- Notorthocerus
- Opostirus
- Orthocerus
- Paha
- Paratarphius
- Paryphus
- Phaennis
- Pharax
- Phellopsis
- Phloeodalis
- Phloeodes
- Phloeonemus
- Phormesa
- Phorminx
- Phreatus
- Plagiope
- Priolomopsis
- Priolomus
- Pristoderus
- Prosteca
- Protarphius
- Pseudaulonium
- Pseudendestes
- Pseudocorticus
- Pseudotarphius
- Pycnomerodes
- Pycnomerus
- Rechodes
- Recyntus
- Rhagodera
- Rhagoderidea
- Rhopalocerus
- Rytinotus
- Sallachius
- Sassaka
- Scoriaderma
- Sechellotoma
- Sparactus
- Spinatimonomma
- Spinhyporhagus
- Sprecodes
- Stenomonoedus
- Stephaniolus
- Sympanotus
- Synagathis
- Syncalus
- Synchita
- Tarphiablabus
- Tarphiomimus
- Tarphiosoma
- Tarphius
- Tentablabus
- Todima
- Todimopsis
- Trachypholis
- Trigonophloeus
- Usechimorpha
- Usechus
- Vitiacus
- Xylolaemus
- Zopher
- Zopherosis
- Zopherus

## In Nederland waargenomen soorten
- Genus: Aulonium
  - Aulonium trisulcum
- Genus: Bitoma
  - Bitoma crenata - (Gekerfde schorskever)
- Genus: Colydium
  - Colydium elongatus
- Genus: Langelandia
  - Langelandia anophthalma
- Genus: Orthocerus
  - Orthocerus clavicornis - (Zwarte knotssprietkever)
- Genus: Synchita
  - Synchita humeralis
  - Synchita separanda
  - Synchita undata
  - Synchita variegata